# Кристофър Кастил
Кристофър Кастил (на английски: Christopher Castile, името се транскрипира Кастийл по правилата за английска транскрипция) (роден на 15 юни 1980 в Ориндж Каунти, Калифорния) е американски актьор, популярен с ролята си на Тед Нютън във филма „Бетовен“ (1992). Най-дълго играната му роля е на Марк Фостър в ситкома „Стъпка по стъпка“, играе я между 1991 и 1996 г. След нея се отказва от кариерата си.